# Castelnavet
Castelnavet (gaskognisch: Castèthnavèth) ist eine französische Gemeinde mit 116 Einwohnern (Stand 1. Januar 2022) im Département Gers in der Region Okzitanien; sie gehört zum Arrondissement Mirande.

## Geografie
Castelnavet liegt rund 37 Kilometer (Luftlinie) westlich der Stadt Auch im Westen des Départements Gers. Sie gehört zum Weinbaugebiet Côtes de Saint-Mont und zum Weinbrandgebiet Armagnac. Zahlreiche Gewässer entspringen im oder durchqueren das Gemeindegebiet. Am bedeutendsten ist der Fluss Petit Midour. Auf dem Gemeindegebiet liegen zudem mehrere kleine Stauseen. Die Gemeinde liegt weitab von wichtigen überregionalen Verkehrsverbindungen. Rund zehn Kilometer nördlich der Gemeinde verläuft die Route nationale 124. Die nächstgelegene Bushaltestelle ist Dému an der Linie 935 (Auch – Mont-de-Marsan).
Umgeben wird Castelnavet von den Nachbargemeinden Lupiac im Nordosten und Osten, Saint-Pierre-d’Aubézies im Südosten und Süden, Couloumé-Mondebat im Südwesten sowie Aignan im Westen und Nordwesten.

## Geschichte
Die Gemeinde lag in der Gascogne und gehörte dort zur Region Bas-Armagnac. Im 12. Jahrhundert wurde von den Grafen von Armagnac eine Festung errichtet. Von 1793 bis 1801 gehörte Castelnavet zum Distrikt Nogaro und zum Kanton Lupiac. Von 1801 bis 2015 war sie dem Wahlkreis (Kanton) Aignan zugeteilt.

## Bevölkerungsentwicklung
| Jahr                       | 1962 | 1968 | 1975 | 1982 | 1990 | 1999 | 2006 | 2012 | 2020 |
| Einwohner                  | 250  | 224  | 201  | 154  | 153  | 155  | 149  | 127  | 131  |
| Quellen: Cassini und INSEE |      |      |      |      |      |      |      |      |      |

## Sehenswürdigkeiten
- Überreste einer Motte aus dem Mittelalter
- Kirche Saint-Jean-Baptiste
- Kirche Auban, Monument historique
- Kapellen Le Ban (13. Jahrhundert), Saint-Laurent und Tichané
- Marienstatue mit Jesuskind aus dem Jahr 1868

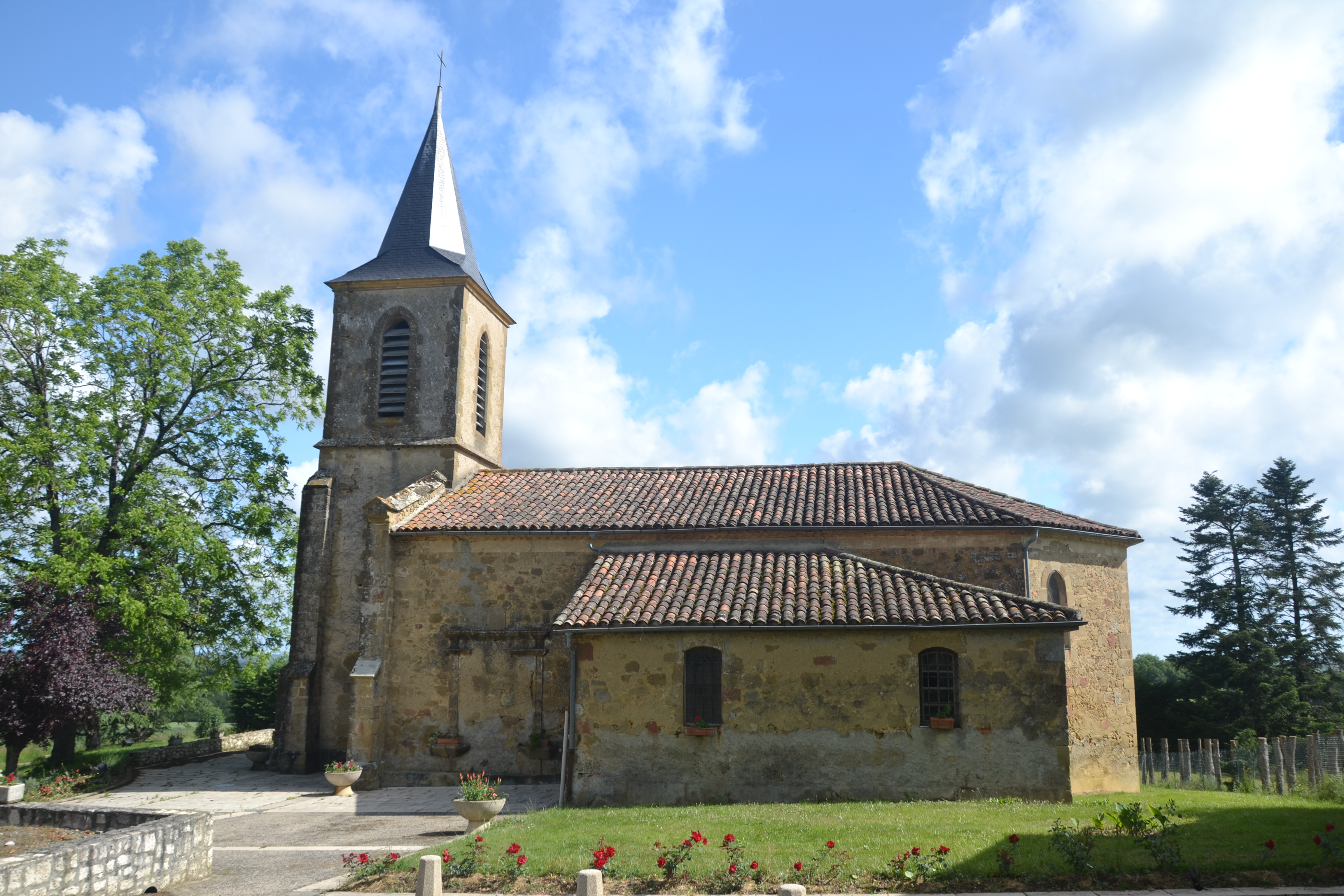
Kirche Saint-Jean-Baptiste
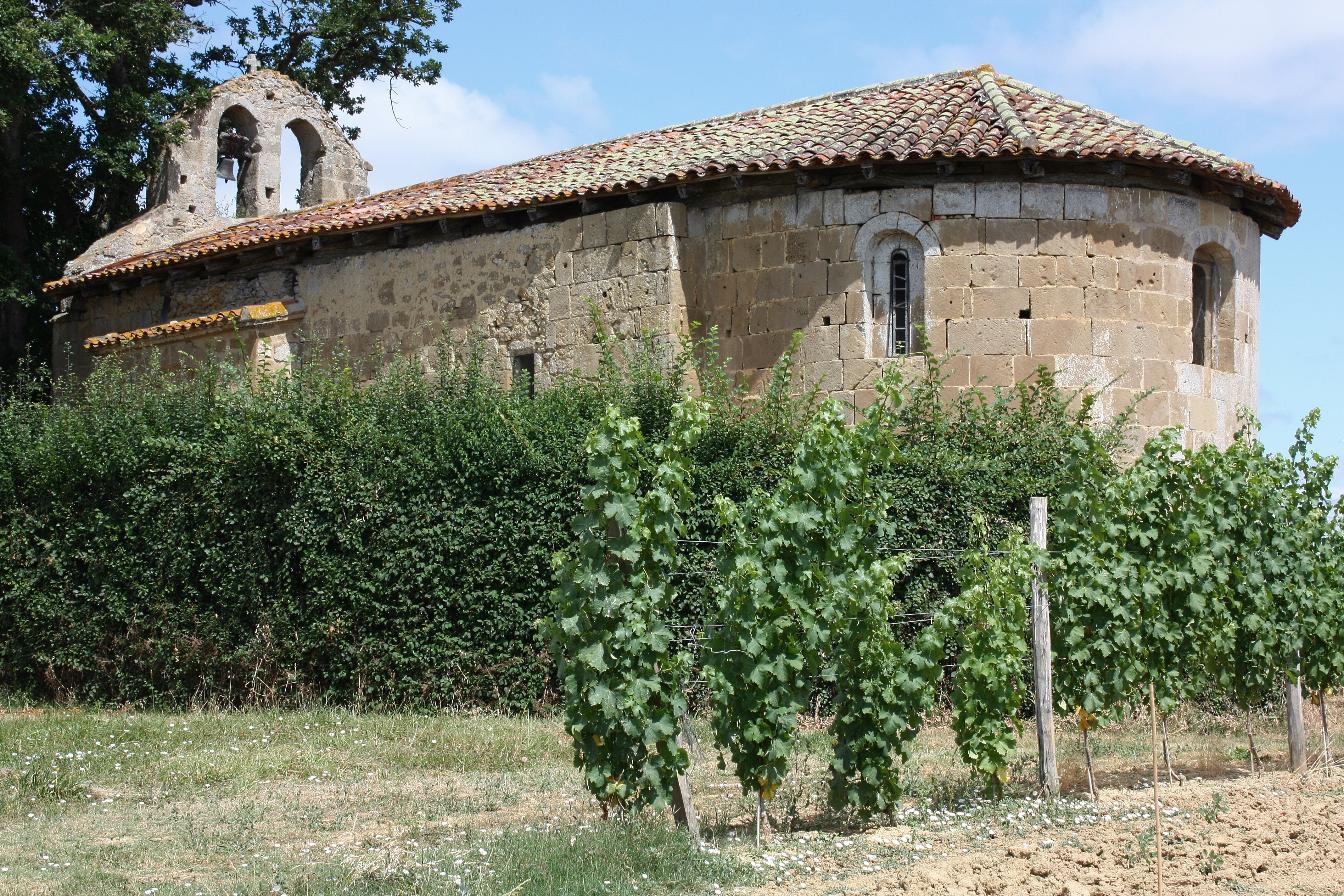
Kirche Auban
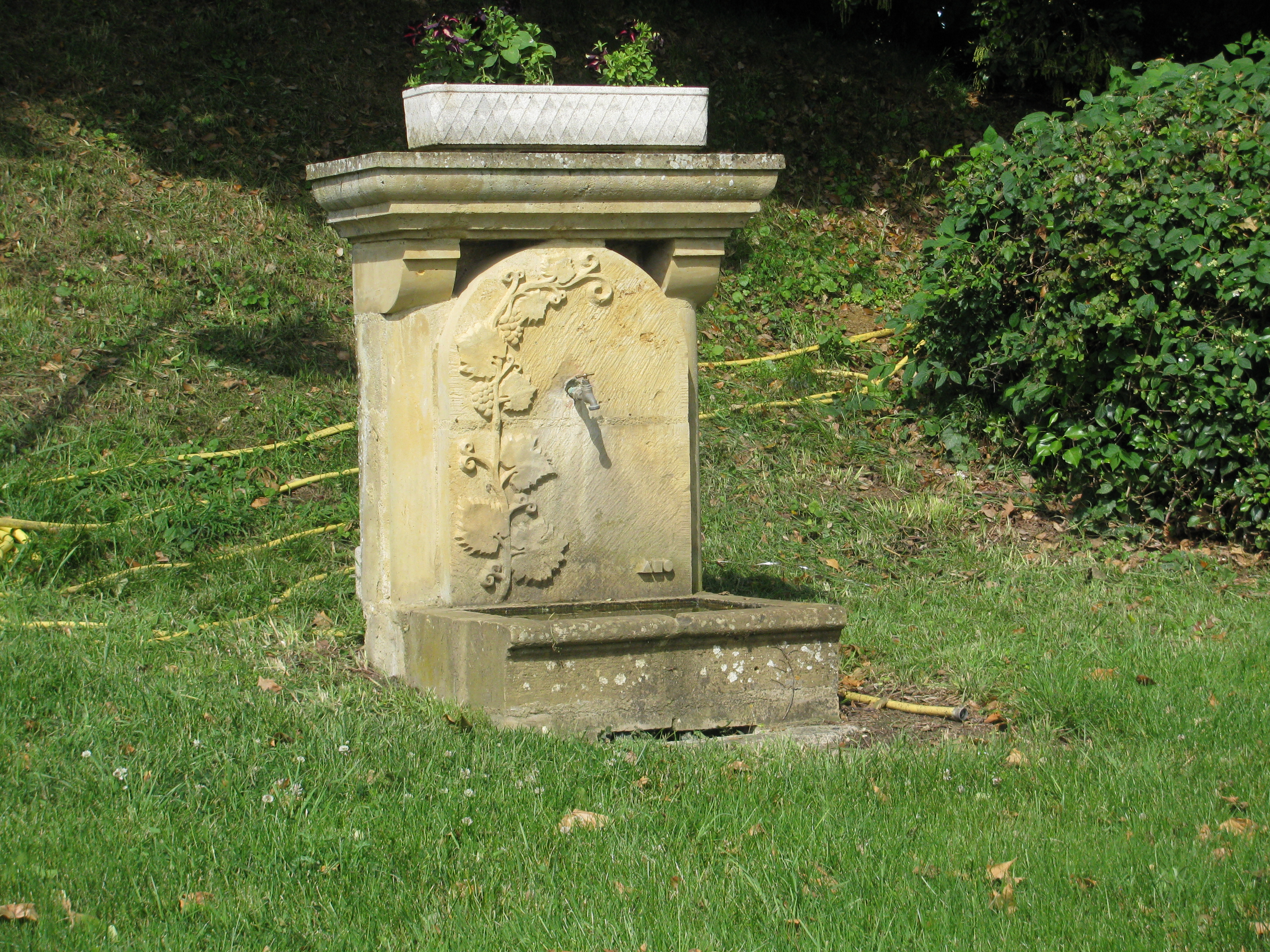
Quellbrunnen
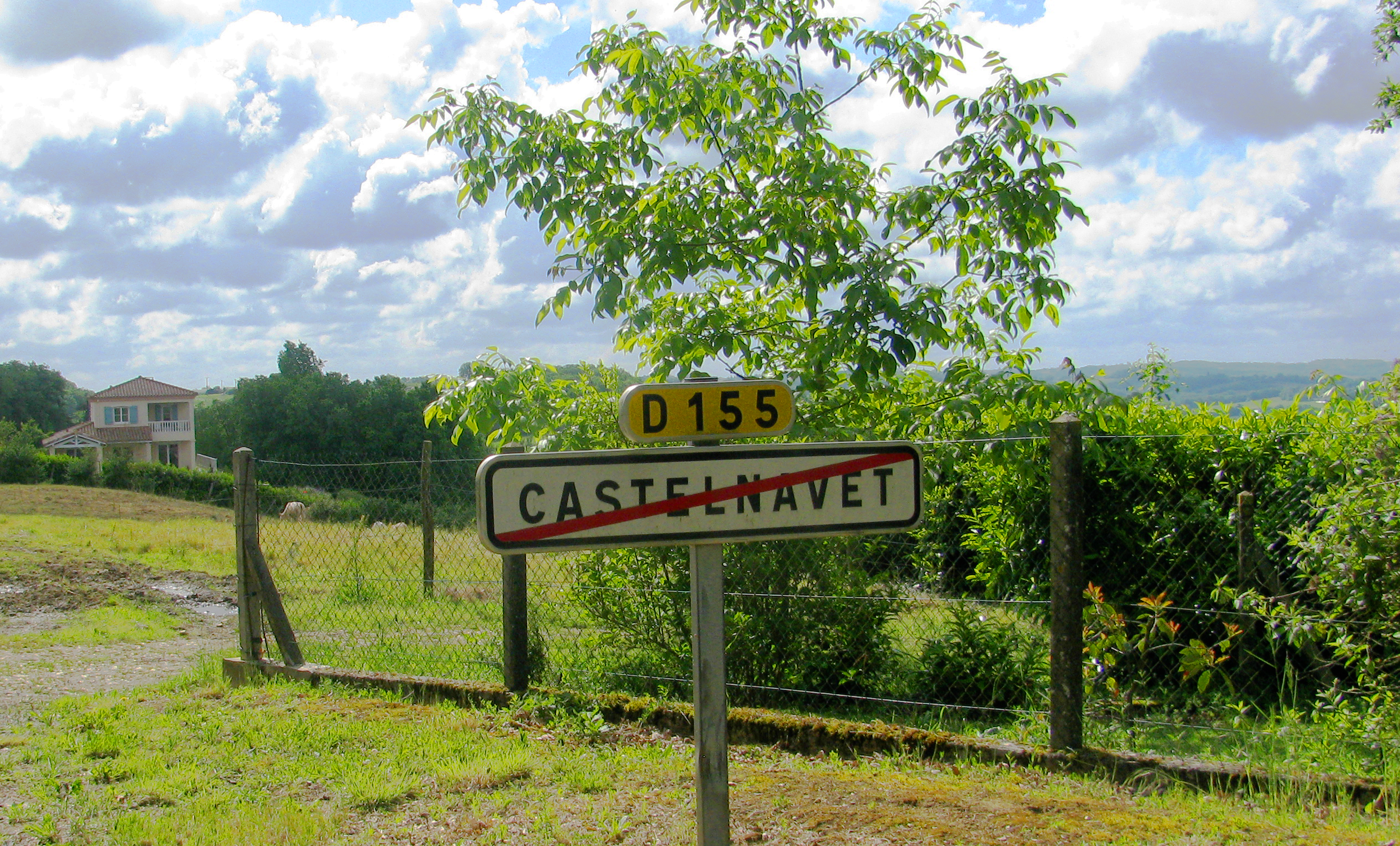
Ortsschild
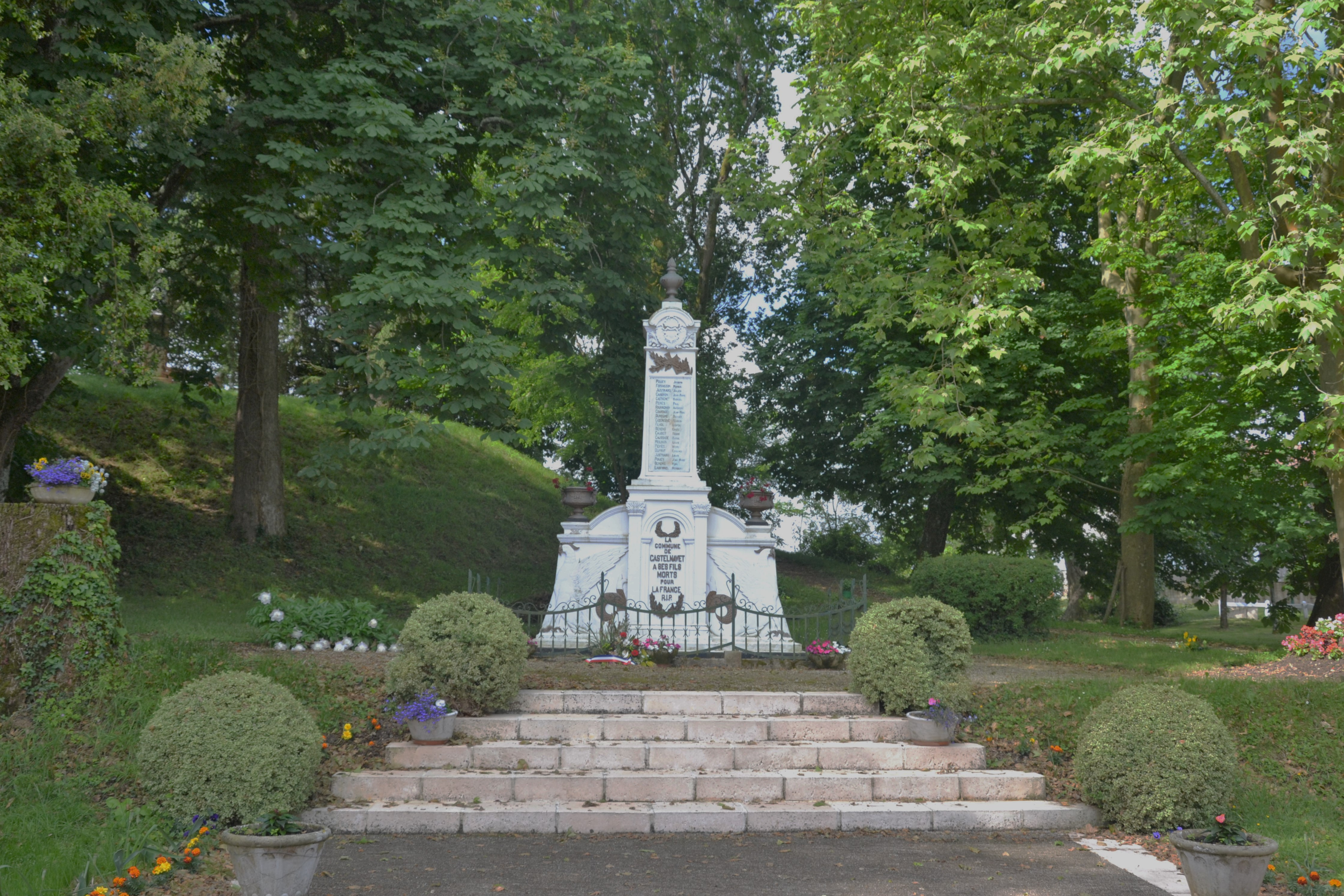
Denkmal für die Gefallenen